# Lee Mou-chou
Lee Mou-chou (chinesisch 李謀周; * 22. Januar 1971) ist ein taiwanischer Badmintonspieler und -trainer. 

## Karriere
Lee Mou-chou nahm 1991 und 1995 an den Badminton-Weltmeisterschaften teil. Als beste Platzierung erkämpfte er sich dabei Rang 17 im Herreneinzel 1991. Bei den Asienspielen 1998 wurde er in der gleichen Disziplin Neunter. 1996 siegte er bei den Spanish International.